# Jan Künster

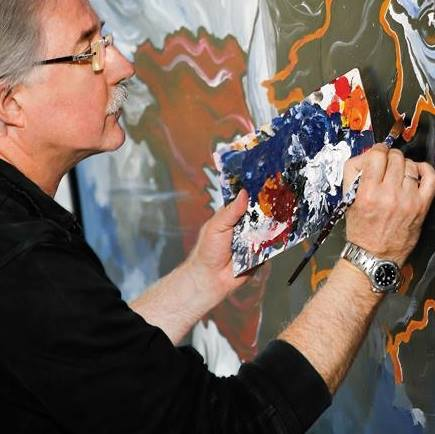
Künstler Jan Künster, 2017

Jan Künster (* 1951 in Bonn; † 26. Mai 2025 ebenda) war ein deutscher Maler, Reprograf und Autor. Er gilt als der Begründer der modernen Pferdemalerei.

## Leben
Jan Künster absolvierte eine Ausbildung als Offset-Reprograf und studierte an der Kölner Kunstschule. Nachdem er eine Werbeagentur geleitet hatte, wandte er sich Anfang der 1980er Jahre ausschließlich der Malerei zu. Künster war verheiratet, hatte drei Kinder und lebte mit seiner Frau, Milca Künster, in Bonn.

## Werk und Rezeption
Künsters Hauptwerk befasst sich mit Pferden in Bewegung. Besonders charakteristisch für Künster ist die ledigliche Andeutung des Reiters. Für seine Zeichnungen und Gemälde verwendet er verschiedene Techniken wie Aquarell oder Acryl. Ein weiterer Schwerpunkt seiner Arbeit liegt in der Darstellung rheinischen Lokalkolorits, wie etwa Köln-Panoramen, Szenen aus dem Kölner Karneval oder Darstellungen des Kölner Doms. Weitere Werke zeigen beispielsweise Interpretationen aus den Bereichen Golf und der Rheinromantik.
Jan Künsters Schaffen ist international anerkannt. So porträtierte er Pferde u. a. für  Dressurreiter wie Isabell Werth (Gigolo), Nadine Capellmann (Gracioso), Nicole Uphoff (Rembrandt), Reiner Klimke (Biotop) und zeichnete den Hengst „El Alamein“ für den verstorbenen US-Präsidenten Ronald Reagan. Seine Bilder gelten dabei als besonders dynamisch und kraftvoll. Auch in den Büros der königlichen Stallungen von Oman sowie bei Mitgliedern des britischen Königshauses hängen seine Bilder. Golfprofi Miguel Angel Jiménez besitzt ebenfalls ein Original.
Kunstdrucke, Kalender, Druckgrafiken, Postkarten und weitere Papeterie vertreibt Jan Künster international online sowie über seine Kunstgalerien in Köln und Bonn. Jan Künster veranstaltet regelmäßig Events mit mehreren hundert geladenen Gästen.
Künster engagierte sich  für gemeinnützige Zwecke, beispielsweise durch die Unterstützung des Vereins „Dat KölscheHätz e.V.“ oder die Aktion „Weihnachtslicht“ der Wochenzeitung General-Anzeiger Bonn.
Jan Künsters Werke schmücken als Dekor Pferdeanhänger und -fahrzeuge des Fahrzeugbauers Böckmann.
Der Künstler erfand gemeinsam mit seiner Frau die sogenannten „Küchenclowns“. Die gezeichneten Figuren zeigen Clowns um das Thema Kulinarik. Sie sind die Hauptfiguren in  Kochbüchern des Ehepaars Künster.

## Buch-Veröffentlichungen (Auswahl)
- mit Milca Künster: Carneval Colonia 2000, Köln, Gourmet- und Lifestyle-Verlag, 1999
- mit Milca Künster: Der Zauber des Pegasus, Bonn, Ed. Modity, 2000
- mit Milca Künster: Culinaria Colonia, Bonn, Ed. Modity
- mit Milca Künster: Die Küchenclowns reisen durch Italien, Bonn, Ed. Modity, 2010
- mit Milca Künster: Die Kunst der Kölschen Lebensart, Bonn, Ed. Modity, 2011
- mit Milca Künster: Die Erfolgsrezepte der Küchenclowns, Bonn, Ed. Modity, 2012
- mit Milca Künster: Küchenclowns jeck op Weihnachten, Bonn, Ed. Modity, 2013
- mit Milca Künster: Die Küchenclowns kochen lecker kölsch...., Bonn, Ed. Modity, 2014
- mit Milca Künster: Die Küchenclowns reisen ans Mittelmeer, Bonn, Ed. Modity, 2016
- mit Milca Künster: Die Kunst der Kölschen Lebensart / Neuauflage, Bonn, Ed. Modity, 2017
- mit Milca Künster: Küchenclowns jeck op söööß..., Bonn, Ed. Modity, 2018

## Ausstellungen (Auswahl)
- 1976: „Gesichter“, Bonn
- 1982: „Pferdebilder“, Elite-Auktion in Vechta
- 1982: „Pferdebilder“, PSI in Ankum
- 1992: „Das Pferd in der Kunst“, Museum Europäischer Kunst, Laudator Alphons Silbermann.[14]
- 1997: „Wunderbar“, Bundeskunsthalle Bonn
- 2010: „Wunderbar“, Porsche Zentrum Bonn[15]